# NGC 1765
NGC 1765 (również PGC 16444) – galaktyka soczewkowata (SB0), znajdująca się w gwiazdozbiorze Złotej Ryby. Odkrył ją John Herschel 26 grudnia 1834 roku.